# Giuseppe Zanardelli
Giuseppe Zanardelli, född 29 oktober 1826 i Brescia, död 26 december 1903, var en italiensk politiker och nationalist. Han var Italiens premiärminister från den 15 februari 1901 till den 3 november 1903.
Zanardelli blev 1859 advokat och invaldes samma år i parlamentet. Han var 1866 kunglig kommissarie i provinsen Belluno. Han var minister för allmänna arbeten i Agostino Depretis kabinett 1876–1877, inrikesminister i Benedetto Cairolis 1878–1881 och justitieminister i Depretis nya kabinett 1881–1883, varunder han inlade förtjänst om vallagens antagande, men ur vilket han, en ärlig och doktrinär liberal samt ej fri från irredentism, utträdde, då Depretis närmade sig högern och Europas centralmakter.
Zanardelli trädde jämte de övriga medlemmarna av "pentarkin" (Francesco Crispi, Benedetto Cairoli, Giovanni Nicotera och Alfredo Baccarini) i livlig opposition emot Depretis. Men då denne övergav förbindelsen med högern, inträdde Zanardelli 1887 ånyo i hans kabinett som justitieminister och kvarstod som sådan även i Crispis till dess fall (februari 1891). Åren 1891–1894 var han deputeradekammarens president, 1897–1898 justitieminister i Antonio di Rudinìs kabinett och bildade själv ministär i februari 1901, men avgick i oktober 1903 på grund av sjukdom.

## Utmärkelser
- Riddare med storkors av Victoriaorden
- Storkorsriddare av Sankt Mauritius och Sankt Lazarusorden
- Riddare av Annunziataorden
- Storkorsriddare av Italienska kronorden

[Redigera Wikidata]